# GIGA German Institute of Global and Area Studies
Il GIGA (acronimo di German Institute for Global and Area Studies)  è un istituto di ricerca, con sede a Amburgo e si occupa di ricerche negli ambiti di politica, economia e relazioni sociali in Africa, America Latina, nel Vicino Oriente e Asia. Nel 2009 ha aperto un ufficio a Berlino.

## Storia
Il GIGA nasce originariamente nel 1964 con il nome di Istituto Transoceanico Tedesco. In seguito a un processo di ristrutturazione nel 2006 diventa l'Istituto come oggi lo conosciamo.
Il GIGA è l'istituzione di ricerca più grande della Germania per studi regionali e studi regionali comparativi e una delle istituzioni più grandi dell'Europa in questo settore.

## Finanziamento
Il GIGA è una fondazione che si basa sulla legge civile tedesca ed è finanziata della Repubblica Federale Tedesca e dal Land di Amburgo. 
Inoltre, altri investitori come per esempio la Deutsche Forschungsgemeinschaft (DFG), la Fondazione Volkswagen e la Fondazione Fritz Thyssen, danno appoggio per singoli progetti di ricerca.

## Ricerca
La ricerca dell'istituto GIGA si concentra nell'ambito dello sviluppo politico, economico e sociale in Africa, America Latina, il Vicino Oriente e in Asia, includendo anche relazioni internazionali fra queste regioni e il resto del mondo.
Il lavoro scientifico è diviso in quattro istituti con orientamenti regionali diversi nella quale la ricerca si focalizza su quattro concetti comuni:
- La legittimità e l'efficienza dei sistemi politici
- Violenza e sicurezza
- La sfida socio-economica di globalizzazione
- Il potere, le norme, i governi e le relazioni internazionali

## Trasferimento della conoscenza
Oltre che nelle pubblicazioni accademiche (monografie, componimenti etc.), Il GIGA presenta i risultati di ricerca e il lavoro attraverso la presenza dei media, relazioni e conferenze (ad esempio il “GIGA Forum”). Il GIGA è un istituto di ricerca extra-universitaria, nonostante questo partecipa alla formazione accademica. Molti scienziati del GIGA danno lezioni all'Università di Amburgo.
Il GIGA è un membro della Leibniz-Gemeinschaft (Comunità Leibniz) e dell'Associazione Politologica Europea (ECPR).

## Pubblicazioni
L'istituto distribuisce diversi tipi di pubblicazioni scientifiche.

### GIGA Working Paper Series
Sono manoscritti con i quali vengono presentati, già nel corso del processo investigativo, lavori e primi risultati delle ricerche per promuovere la discussione scientifica.

### GIGA Focus
Analisi in breve che toccano tematiche attuali di politica, di economia e società nelle aree geografiche di interesse del GIGA ed anche in riferimento a tematiche globali. C'è anche un'edizione internazionale che esce in lingua inglese.

### Giornali della “GIGA Journal Family"
- Africa Spectrum
- Journal of Current Chinese Affairs (JCCA)
- Journal of Politics in Latin America (JPLA)
- Journal of Current Southeast Asian Affairs (JCSAA)

### Annuari e giornali in cooperazione con altre istituzioni
- Africa Yearbook
- Korea Yearbook
- Iberoamericana